# 昆達-迪亞-巴塞
昆達-迪亞-巴塞（葡萄牙語：Cunda-Dia-Baze），是個位於安哥拉北部的城鎮，由馬蘭哲省負責管轄，東鄰寬果和沙穆泰巴，面積5,098平方公里，2006年人口30,947，人口密度每平方公里6人。